# (24896) 1997 AT14
1997 أي تي 14 (ويعرف أيضًا باسم (24896) 1997 أي تي 14 وفق تسمية الكوكب الصغير) (بالإنجليزية: 1997 AT14)‏؛ هو كويكب ضمن حزام الكويكبات.
اكتُشف هذا الجُرم الفلكي بواسطة تعقب الأجرام القريبة من الأرض في 12 يناير 1997، وترتيبه 24896 من حيث الاكتشاف.

## الوصف
اكتُشف 248961997AT في 12 يناير 1997 في مرصد هاليكالا، الواقع في هاليكالا، هاواي في الولايات المتحدة، بواسطة مشروع تعقب الأجرام القريبة من الأرض (بالإنجليزية: Near-Earth Asteroid Tracking)‏ NEAT. وقد رصد المشروع 1,812 مشاهدة للكويكب إلى غاية 5 فبراير 2022 بتوقيت منطقة المحيط الهادئ، أي في مدة قدرها 11,182 يومًا (30.6 عام). تستغرق الفترة المدارية للكويكب 1,200 يومًا (3.3 عام).

## الخصائص المدارية
يتميز مدار هذا الكويكب بنصف محور رئيسي يبلغ 2.21 وحدة فلكية، وحضيض قدره 1.96 وحدة فلكية، وانحراف قدره 0.111 وزاوية ميلان 1.61 درجة بالنسبة لمسار الشمس. بسبب هذه الخصائص، أي نصف المحور الرئيسي بين 2 و3.2 وحدة فلكية وحضيض أكبر من 1,666 وحدة فلكية، يُصنف هذا الجُرم الفلكي وفقًا لقاعدة بيانات مختبر الدفع النفاث لأجرام النظام الشمسي الصغيرة كائنًا من حزام الكويكبات الرئيسي.

## وصلات خارجية
- (24896) 1997 AT14 في قاعدة بيانات مختبر الدفع النفاث لأجرام النظام الشمسي الصغيرة

- الاكتشاف · مخطط المدار ·  العناصر المدارية · المعلمات المادية

- (24896) 1997 AT14 على موقع ويكي سكاي: DSS2, SDSS, GALEX, IRAS, Hydrogen α, X-Ray, Astrophoto, Sky Map, Articles and images